# Млыны (Овручский район)
Млыны (укр. Млини) — село на Украине, находится в Овручском районе Житомирской области на реке Жерев.
Код КОАТУУ — 1824282705. Почтовый индекс — 11163. Телефонный код — 4148. Занимает площадь 1,127 км².

## История
Село Млыны основано до 1866 года, о чем свидетельствует карта Волынской губернии Шуберта Ф.Ф. 1866-1867 гг.
В 1920-х гг. село было частью Гошевского объединения хуторов Овручского района.
По состоянию на 1 октября 1941 года - центр Гошево-Млынской сельской управы.
С 11 августа 1954 Млыны находятся в подчинении Игнатпольского сельского совета.

## Население
В соответствии с данными переписи 2001 года, население села составляло 53 человека, из них 98,11% считают своим родным языком украинский, а 1,89% - русский.

## Адрес местного совета
11163, Житомирская область, Овручский р-н, с. Игнатполь, ул. Ленина, 9а